# Wapen van Ardooie
Het Wapen van Ardooie is het heraldisch wapen van de West-Vlaamse gemeente Ardooie. Het eerste wapen werd op 20 oktober 1819 door de Hoge Raad van Adel tijdens het Verenigd Koninkrijk der Nederlanden aan de gemeente toegekend, een nieuw gemeentewapen werd op 28 juni 1847, per koninklijk besluit, aan de gemeente toegekend. Het huidige, nieuwe wapen werd, per ministerieel besluit, op 8 juli 1986 toegekend aan de fusiegemeente Ardooie.

## Geschiedenis
Ardooie ontving op 20 oktober 1819 voor het eerst een gemeentewapen van de Hoge Raad van Adel, dat drie gouden sterren - waarvan die links boven met een staart - op een veld van blauw toonde. Dit wapen was gebaseerd op de oude zegels van de schepenbank van Ardooie, waarvan de oudste uit 1692 drie sterren toonde en een andere uit de 18e eeuw drie sterren, waarvan een met staart, toonde. Omdat de kleuren niet gespecificeerd waren, werd het in de Rijkskleuren goud en blauw toegekend.
Na de Belgische Onafhankelijkheid werd er op 28 juni 1847 een nieuw wapen toegekend aan de gemeente, gebaseerd op de 15e- en 16e-eeuwse wapens van de heren van Ardooie, hoewel er geen bewijs is dat de schepenbank dit wapen ook gebruikte, dat drie vijfbladen van keel op zilver toonde.
Na de fusie werd ervoor gekozen om de toenmalige wapens van de nieuwe deelgemeenten van Ardooie, Ardooie en Koolskamp, samen te voegen tot het nieuwe wapen van de fusiegemeente Ardooie. Het wapen van Koolskamp was gebaseerd op dat van de graven van Lichtervelde, die in de 18e eeuw over de heerlijkheid Koolskamp heersten. In dit wapen was het schild verkeerdelijk omschreven als horizontaal gedeeld van hermelijn en lazuur, wat in het huidige wapen is rechtgezet met de omschrijving: "in lazuur een schildhoofd van hermelijn."

## Blazoen
De blazoenering van het eerste wapen luidt als volgt:
Van lazuur beladen met 3 achtpuntige sterren van goud, hebbende de ster ter linkerbovenzijde eene staart.— Besluit van de Hoge Raad van Adel van 20 oktober 1819.
De blazoenering van het twee wapen was:
D'argent à trois quintefeuilles de gueules, l'écu timbré d'une couronne d'or.— Koninklijk Besluit van 28 juni 1847.
Het huidige wapen heeft de volgende blazoenering:
Gevierendeeld 1. en 4. in zilver 3 vijfbladen van keel 2. en 3. in lazuur een schildhoofd van hermelijn.— Ministerieel Besluit van 8 juli 1986.

## Verwante wapens

Wapen van Lichtervelde.